# 丹野忍
丹野 忍（たんの しのぶ、1973年 - ）は、茨城県生まれのイラストレーター。
1997年、立命館大学文学部史学科卒業。イラスト技術を独学で習得し、エンターブレイン/ファミ通文庫編集部に持ち込んだ際に当時徳間文庫から再刊行されていた『銀河英雄伝説』の口絵の仕事を紹介されたことがイラストレーターになったきっかけ、と本人語る。デビューとなった徳間文庫『銀河英雄伝説』第10巻は1998年6月に刊行されている。以後、小説の挿画、テレビゲームのイラストレーション、ゲームキャラクターのデザイン、CDジャケットデザイン、アニメーションデザインなど幅広く活躍している。

## 主な作品

### 装幀・挿入画
- 『グイン・サーガ』シリーズ（栗本薫著／ハヤカワ文庫JA） - 四代目で現在の担当
- 『銀河英雄伝説10 落日篇』（田中芳樹著）
- 『龍の黙示録』（篠田真由美著）
- 『アルスラーン戦記読本』（田中芳樹著／角川文庫）
- 『アルスラーン戦記』（田中芳樹著／光文社カッパ・ノベルス）
- 『毘将星伝』シリーズ（近衛龍春著）
- 『風鬼』（竹河聖著）
- 『上杉神将伝』（近衛龍春著）
- 『法廷士グラウベン』シリーズ（彩穂ひかる著）
- 『隻眼の狼王』（赤城毅著）
- 『白夜の弔鐘』（田中芳樹著／幻冬舎文庫）
- 『中央怪奇紀行』（田中芳樹・赤木毅）
- 『ウルトラセブン EPISODE:0』（武上純希著／ソノラマ文庫）
- 『ウルトラセブン EVOLUTION』（武上純希著／ソノラマ文庫）

### ゲーム
- 『ヴァンダルハーツII - 天上の門 -』
- 『戦国夢幻』
- 『BLADESTORM 百年戦争』

### アニメーション作品
- 『ロードス島戦記』シリーズ（原作・水野良）
- 『ガサラキ』

### CDジャケット
- 『Mirror』（Gackt）などがある。

### 画集
- 『永遠の残照 丹野忍画集』（朝日ソノラマ、2005年11月30日第1刷発行）ISBN 4-257-03704-0
- 『丹野忍 グイン・サーガ画集』（早川書房、2010年5月25日初版発行）ISBN 978-4-15-209125-3